# Alnus lanata
Alnus lanata är en björkväxtart som beskrevs av John Firminger Duthie och William Jackson Bean. Alnus lanata ingår i släktet alar, och familjen björkväxter. Inga underarter finns listade.